# 裕利安怡
裕利安怡 (法語：Euler Hermes)是一家法国金融，保险公司。其主要業務是信用保險。

## 历史
2002年在法国巴黎成立，是德国金融集团安联的子公司，被标准普尔评级为AA。